# Alikanás
Alikanás (grec moderne : Αλικανάς) est une localité située dans le dème de Zante, dans le district régional de Zante, dans la périphérie des Îles Ioniennes, en Grèce.
Selon le recensement de 2021, elle compte 434 habitants.
Un grand tombeau mycénien à tholos a été excavé en 1934 par S. Benton (en) et H. Lorimer (en) à Akroteri près d'Alikanas (unité municipale d'Alykes, côte est). La tombe n'a jamais été publiée correctement, mais il semble qu'il y avait trois fosses creusées dans le sol et au moins cinq sépultures présentes.